# Ligne de Thionville à Anzeling
La ligne de Thionville à Anzeling est une ligne de chemin de fer française à écartement standard en Moselle. Elle est parallèle à la frontière de la France avec l'Allemagne.

## Histoire
La ligne, partie d'un itinéraire « de Thionville à Niederbronn-les-Bains », est déclarée d'utilité publique par un décret impérial le 14 juin 1861. Par une convention signée avec le ministre des Travaux publics le 1er mai 1863, la Compagnie des chemins de fer de l'Est en reçoit la concession. Cette convention est approuvée par décret impérial le 11 juin 1863.
La section comprise entre les gares de Kédange, Anzeling et de Téterchen est mise en service le 1er avril 1883. Elle fait partie d'un itinéraire ferroviaire (de), désormais transfrontalier, reliant Thionville à Völklingen dans la vallée de la Sarre.